# Santa Olalla (Valdeolea)
Santa Olalla es una localidad del municipio de Valdeolea (Cantabria, España). La localidad se encuentra a 960 metros de altitud sobre el nivel del mar, y a 7,6 kilómetros de la capital municipal, Mataporquera. En el año 2024 contaba con una población de 3 habitantes (INE).

## Paisaje y naturaleza
Santa Olalla de ubica cerca de la planicie de Valdeolea, con el río Camesa a los pies (afluente del Pisuerga) y del monte Endino.

## Patrimonio histórico
Poco podemos decir sobre esta pequeña aldea en cuanto a patrimonio se refiere que permanece prácticamente despoblada en los meses invernales. Resulta curioso que la iglesia de Santa Eulalia (también nos la podemos encontrar con el nombre de Santa Olalla) esté casi integrada en el caserío de la aldea, aun cuando pertenezca al pueblo de La Loma, cuyo casco está más alejado, en la falda del Encino. La iglesia tiene fama por albergar un conjunto de pinturas murales góticas de incuestionable valor artístico.
En Santa Olalla hay alojamientos.